# Важины
Ва́жины — посёлок городского типа в Подпорожском районе Ленинградской области, административный центр Важинского городского поселения.

## Название
Название происходит от реки Важинки, гидроним имеет финно-угорское происхождение и восходит к саамскому слову vaadž — «самка оленя».

## История
Важины, как погост в составе Заонежских погостов, известны с 1587 года. Погост находился у деревни Мигуновской, от него сохранилась до наших дней деревянная Воскресенская церковь первой половины XVII века. Здесь новгородские откупщики собирали с судов, плавающих по Свири, пошлину в государеву казну.

МИГУНОВСКАЯ (ПОСАД) — село при реке Важинке, число дворов — 9, число жителей: 12 м. п., 13 ж. п.; Церквей православных две. 

ОЛЕСОВО — деревня при реке Важинке, число дворов — 25, число жителей: 65 м. п., 100 ж. п. (1879 год)

Сборник Центрального статистического комитета описывал деревню так:

ОЛЕСОВО — деревня бывшая государственная при реке Свири, дворов — 27, жителей — 148; 3 лавки. (1885 год)

Деревня административно относилась к Важинской волости 2-го стана Олонецкого уезда Олонецкой губернии.

МИГУНОВСКАЯ — деревня Важинского общества при реке Важинке, население крестьянское: домов — 12, семей — 16, мужчин — 49, женщин — 47; лошадей — 19, коров — 38, прочего — 36.

ОЛЕСОВО — деревня Важинского общества при реке Свири, население крестьянское: домов — 34, семей — 33, мужчин — 101, женщин — 111; население некрестьянское: домов — 1, семей — 3, мужчин — 4, женщин — 5; лошадей — 28, коров — 55, прочего — 29. Две школы. (1905 год)

Указом императора Николая II от 21 июля 1916 года для сооружения железной дороги общего пользования широкой колеи от станции Свирь до села Важины было отчуждено 36 десятин земли.
С 1917 по 1920 год село Олесово входило в состав Важинской волости Олонецкого уезда Олонецкой губернии.
С 1920 года в составе Важинского сельсовета.
С 1922 года в составе Петроградской губернии.
С 1923 года в составе Подпорожской волости Ленинградской губернии.
С 1927 года в составе Подпорожского района.

Село (куст деревень) Важины на карте 1932 года

С 1 сентября 1932 по 31 августа 1938 года, в связи со строительством Верхне-Свирской ГЭС, в селе Важины временно находился административный центр Подпорожского района.
По данным 1933 года село Важины являлось также административным центром Важинского сельсовета Подпорожского района, в который входили 14 населённых пунктов: деревни Граждановка, Еконда, Купецкое, Курпово, Мелехово, Олесово, Верхнее-Пичино, Нижнее-Пичино, Ребячье, Скуратово, Ульино, Устье-Боярское, Юрьевщина и село Важины, общей численностью населения 2100 человек.
По данным 1936 года в состав Важинского сельсовета с центром в селе Устье входили 17 населённых пунктов, 474 хозяйства и 7 колхозов.

Село (куст деревень) Важины на карте РККА 1940 года

C 1 сентября 1941 года по 31 мая 1944 года село находилось в финской оккупации.
С 1963 года в составе Лодейнопольского района.
С 1965 года вновь в составе Подпорожского района. В 1965 году население села составляло 381 человек.
По данным 1966 года центром Важинского сельсовета являлась деревня Курпово.
С 1970 года Важины имеют статус рабочего посёлка районного подчинения.
По административным данным 1973 года в посёлке располагалась центральная усадьба совхоза «Подпорожский».
По данным 1990 года в посёлке Важины проживали 4300 человек.
В 1997 году в посёлке Важины проживали 3600 человек.
1 января 2006 года посёлок стал административным центром Важинского городского поселения.
В 2007 году в посёлке проживали 2700 человек, в 2010 году — 2754.

## География
Посёлок расположен в северо-западной части района на правом берегу реки Свирь в месте впадения в неё реки Важинка.
Через посёлок проходит автодорога 41К-148 (Подпорожье — Граница с республикой Карелия), к югу от посёлка проходит автодорога А215 (Лодейное Поле — Брин-Наволок).
Расстояние до районного центра — 15 км.
Расстояние до ближайшей железнодорожной станции Свирь — 5 км.

## Демография
| 1879  | 1885  | 1905  | 1965  | 1979  | 1989  | 1990  |
| ----- | ----- | ----- | ----- | ----- | ----- | ----- |
| 165   | ↘148  | ↗221  | ↗381  | ↗3996 | ↘3956 | ↗4300 |
| 1997  | 2002  | 2006  | 2007  | 2009  | 2010  | 2012  |
| ↘3600 | ↘2941 | ↘2700 | →2700 | ↘2632 | ↗2754 | ↘2746 |
| 2013  | 2014  | 2015  | 2016  | 2017  | 2018  | 2019  |
| ↘2700 | ↘2676 | ↘2672 | ↗2679 | ↘2638 | ↘2516 | ↘2428 |
| 2020  | 2021  | 2023  | 2024  | 2025  |       |       |
| ↘2313 | ↗2483 | ↘2402 | ↘2348 | ↗2349 |       |       |

### Национальный состав
Согласно данным Всероссийской переписи населения 2021 года в деревне проживали 2483 человека, из них:
 русские — 2297, карелы — 33, вепсы — 26, белорусы — 20, украинцы — 19, гагаузы — 15, молдаване — 8, татары — 4, немцы — 2, таджики — 2, чуваши — 2, аварцы — 1, армяне — 1, литовцы — 1, мордва — 1, румыны — 1, узбеки — 1, другие национальности — 25 человек, остальные национальность не указали.

## Экономика
Посёлок — центр лесозаготовительного района. Пункт сортировки древесины, лесозавод, гравийно-щебёночный завод.

## Культура
В посёлке функционируют: Важинская средняя общеобразовательная школа № 6, Дом культуры, амбулатория, почтамт, детский сад, стадион.
В Важинах ежегодно отмечается день посёлка. На праздник приезжают известные российские артисты и музыканты.

## Достопримечательности
- Памятник венгерским военнопленным Великой Отечественной войны

## Известные жители[40]
- Лесков, Николай Семёнович — писатель. Посещал село.
- Лосев, Алексей Фёдорович — русский философ. В селе находился в ссылке.

### Уроженцы
- Дюжев, Юрий Иванович (род. 1937) — учёный-литературовед, писатель, Заслуженный деятель науки Карельской АССР (1990), Заслуженный работник культуры Российской Федерации (1998).
- Королёв, Михаил Васильевич (1903—1968) — инженер-контр-адмирал, начальник Севастопольского высшего военно-морского инженерного училища, участник Великой Отечественной войны.
- Максимов, Александр Михайлович (1901—1952) — советский военный деятель, Генерал-лейтенант (1945 год).
- Рянжин Валентин Анатольевич (1928—2006) — видный ученый-юрист, профессор, доктор юридических наук.

## Галерея

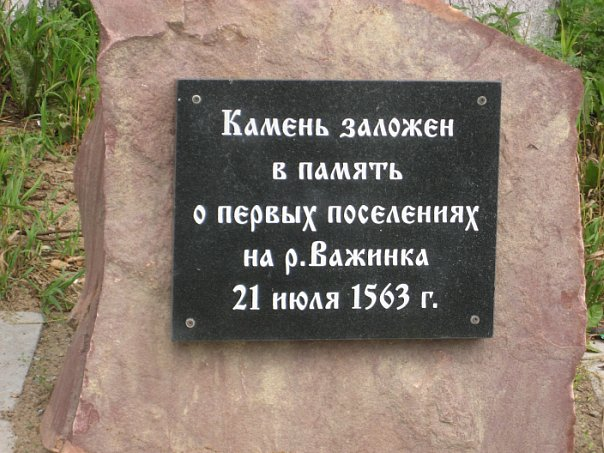
Памятный камень в центре посёлка
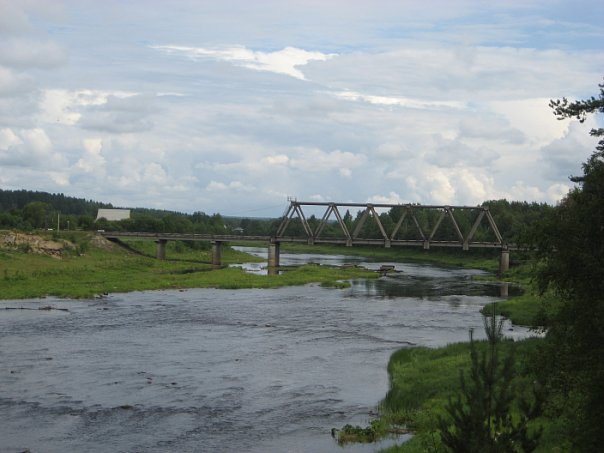
Мост через Важинку в деревне Курпово
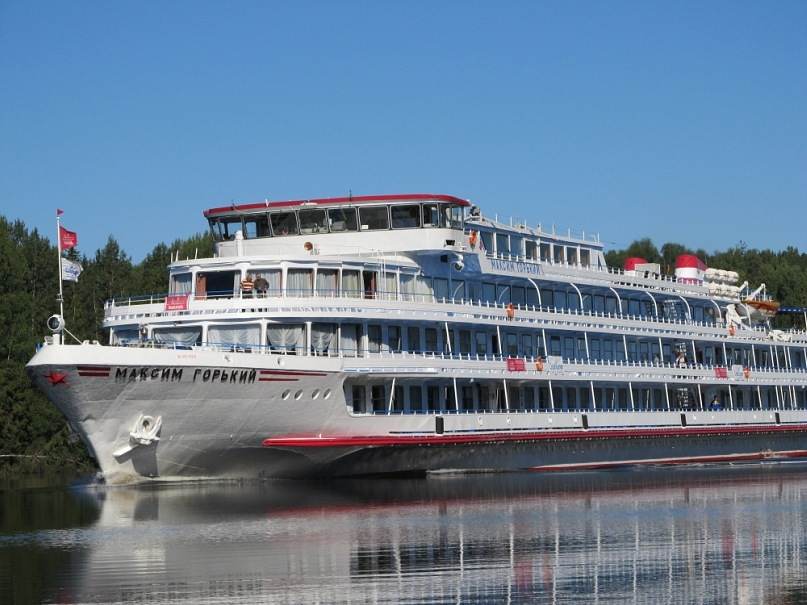
Теплоход на реке Свирь
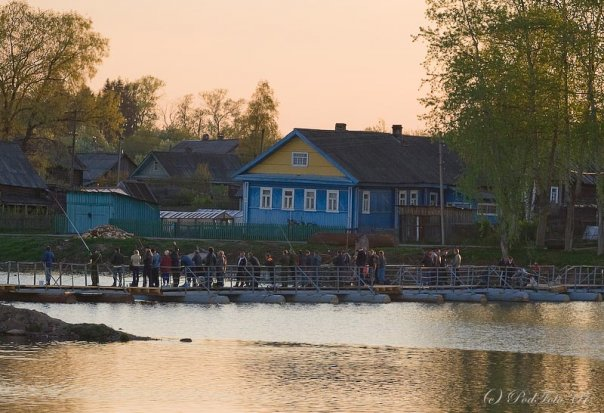
Понтонный мост через Важинку
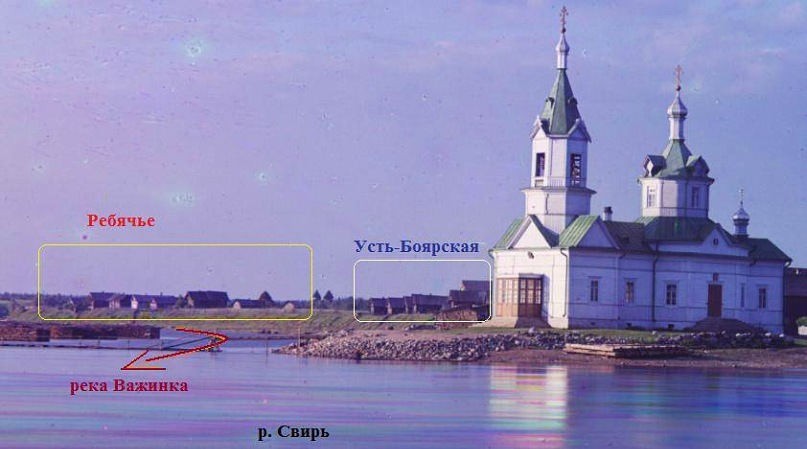
Богоявленская церковь (не сохранилась)
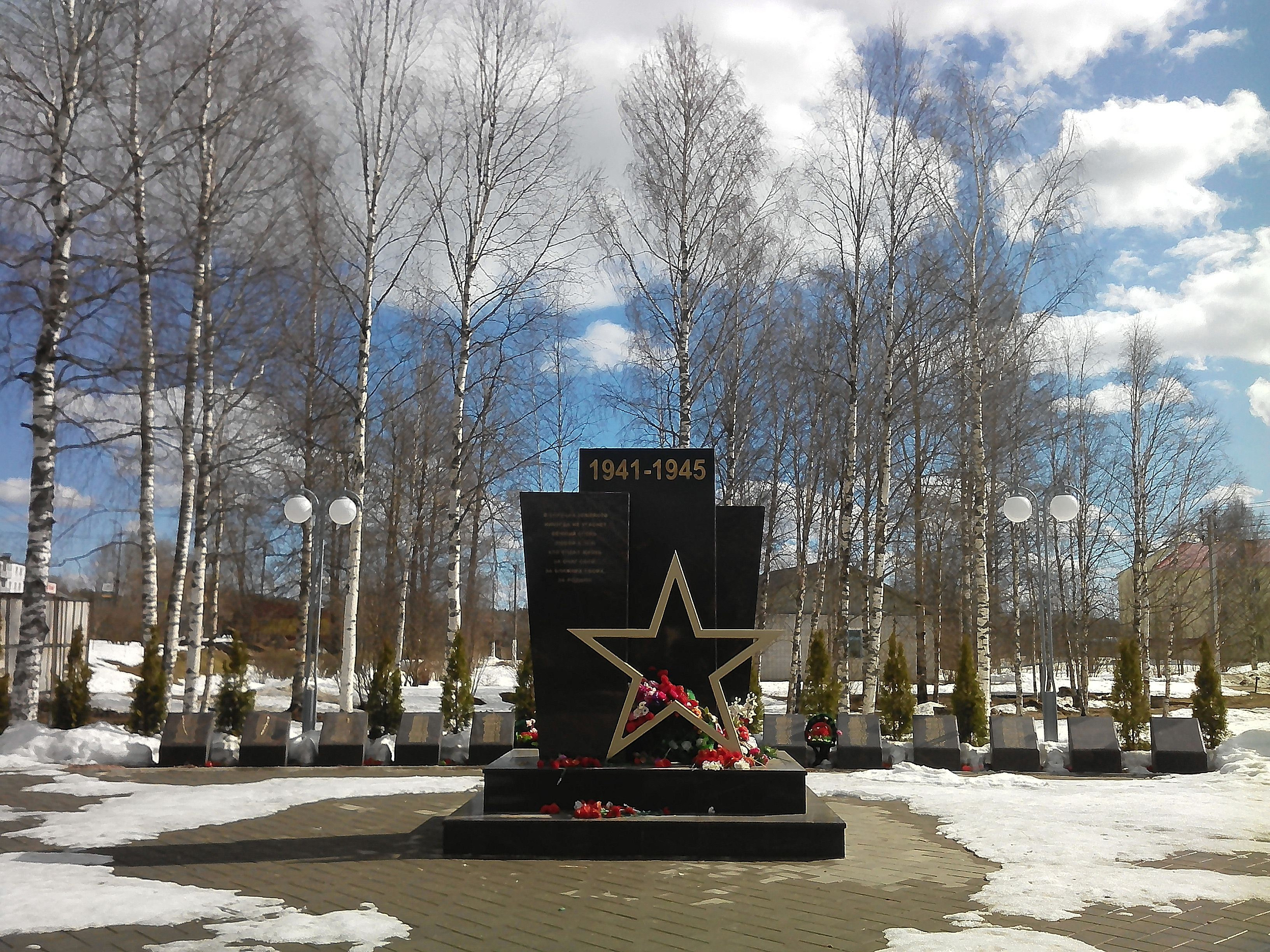
Памятник погибшим в Великой Отечественной войне